# Szimon Awidan
Szimon Awidan (ur. 7 lutego 1911; zm. 11 września 1994) – izraelski dowódca wojskowy w stopniu podpułkownika (segan alluf), oficer dyplomowany Sił Obronnych Izraela.

## Młodość
Szimon Awidan urodził się w 1911 roku jako Zigbrt Koch w Niemczech. Jego rodzice byli żydowskimi kupcami.
Jako młody człowiek wstąpił do partii komunistycznej. Z jej ramienia, jako tajny agent penetrował działalność Narodowosocjalistycznej Niemieckiej Partii Robotników. Po dojściu w 1933 roku nazistów do władzy w Niemczech, dokumenty partii komunistycznej wpadły w ręce bojówek NSDAP. Partia komunistyczna poleciła wówczas mu opuszczenie terytorium Niemiec. Szymon wyemigrował do Francji, gdzie dołączył do żydowskiej organizacji młodzieżowej Ha-Szomer Ha-Cair. W czerwcu 1934 roku przyjechał do Mandatu Palestyny (w wieku 23 lat) i dołączył do kibucu Ajjelet ha-Szachar.

## Służba wojskowa
W 1934 roku dołączył do żydowskiej organizacji paramilitarnej Hagana. Był członkiem oddziałów strzegących kibuce w Galilei. W 1939 roku przeprowadził się do kibucu En ha-Szofet, w którym mieszkał do swojej śmierci. W 1941 roku wstąpił do kompanii szturmowych Palmach, a w maju 1942 roku objął dowództwo nad ich niemiecką sekcją. Był przygotowywany przez Brytyjczyków do prowadzenia wojny partyzanckiej na tyłach wroga. Przeszedł wszechstronne szkolenie sił specjalnych w obsłudze wszystkich rodzajów broni, taktyki walki i łączności. Gdy Brytyjczycy wycofali swoje wsparcie dla Palmach, ich członkowie zostali rozproszeni po różnych bojówkach Hagany. Pod koniec wojny Avidan zajmował się organizacją nielegalnej imigracji. Równocześnie dowodził oddziałem „Avengers”, który zajmował się zabójstwami nazistowskich zbrodniarzy wojennych w Europie. Po powrocie do Izraela został dowódcą 6 Batalionu Palmach.
Podczas wojny domowej w Mandacie Palestyny w kwietniu 1948 roku dowodził operacją Nachszon, podczas której Hagana usiłowała przerwać oblężenie Jerozolimy. W I wojnie izraelsko-arabskiej 1948 roku uczestniczył w większości najważniejszych starć na froncie południowym. Po wojnie został szefem sztabu operacyjnego. Jednak w roku 1949 podał się do dymisji i wystąpił z armii.

## Działalność cywilna
W latach powojennych był koordynatorem ochrony Ha-Kibuc Ha-Arci, pełniąc równocześnie funkcję sekretarza ruchu. W 1975 roku został mianowany wewnętrznym kontrolerem w Ministerstwie Obrony Izraela. Zmarł w 1994 roku w wieku 83 lat.